# توماس پسکی
توماس پسکی (به انگلیسی: Thomas Pesquet) فضانورد اهل کشور فرانسه است که در ۲۷ فوریهٔ ۱۹۷۸ میلادی در روان (فرانسه) زاده شد.